# Giải đua ô tô Công thức 1 Monaco 2007
Giải đua ô tô Công thức 1 Monaco năm 2007 là chặng đua thứ năm của giải vô địch thế giới Công thức 1 năm 2007. Giải được tổ chức vào ngày 27 tháng 5 năm 2007.

## Xếp hạng chi tiết
| TT      | Số xe | Tên                  | Đội đua            | Số vòng | Thời gian   | Xuất phát | Điểm |
| ------- | ----- | -------------------- | ------------------ | ------- | ----------- | --------- | ---- |
| 1       | 1     | Fernando Alonso      | McLaren-Mercedes   | 78      | 1:40:29.329 | 1         | 10   |
| 2       | 2     | Lewis Hamilton       | McLaren-Mercedes   | 78      | +4.095      | 2         | 8    |
| 3       | 5     | Felipe Massa         | Ferrari            | 78      | +69.114     | 3         | 6    |
| 4       | 3     | Giancarlo Fisichella | Renault            | 78      | +1 vòng     | 4         | 5    |
| 5       | 10    | Robert Kubica        | BMW Sauber         | 77      | +1 vòng     | 8         | 4    |
| 6       | 9     | Nick Heidfeld        | BMW Sauber         | 77      | +1 vòng     | 7         | 3    |
| 7       | 17    | Alexander Wurz       | Williams-Toyota    | 77      | +1 vòng     | 11        | 2    |
| 8       | 6     | Kimi Räikkönen       | Ferrari            | 77      | +1 vòng     | 16        | 1    |
| 9       | 19    | Scott Speed          | Toro Rosso-Ferrari | 77      | +1 vòng     | 18        |      |
| 10      | 8     | Rubens Barrichello   | Honda              | 77      | +1 vòng     | 9         |      |
| 11      | 7     | Jenson Button        | Honda              | 77      | +1 vòng     | 10        |      |
| 12      | 16    | Nico Rosberg         | Williams-Toyota    | 77      | +1 vòng     | 5         |      |
| 13      | 4     | Heikki Kovalainen    | Renault            | 76      | Động cơ     | 15        |      |
| 14      | 14    | David Coulthard      | Red Bull-Renault   | 76      | +2 vòng     | 13        |      |
| 15      | 12    | Jarno Trulli         | Toyota             | 76      | +2 vòng     | 14        |      |
| 16      | 11    | Ralf Schumacher      | Toyota             | 76      | +2 vòng     | 20        |      |
| 17      | 22    | Takuma Sato          | Super Aguri-Honda  | 76      | +2 vòng     | 21        |      |
| 18      | 23    | Anthony Davidson     | Super Aguri-Honda  | 76      | +2 vòng     | 17        |      |
| 19      | 21    | Christijan Albers    | Spyker-Ferrari     | 70      | Tay lái     | 22        |      |
| Bỏ cuộc | 20    | Adrian Sutil         | Spyker-Ferrari     | 53      | Tai nạn     | 19        |      |
| Bỏ cuộc | 15    | Mark Webber          | Red Bull-Renault   | 17      | Hộp số      | 6         |      |
| Bỏ cuộc | 18    | Vitantonio Liuzzi    | Toro Rosso-Ferrari | 2       | Tai nạn     | 12        |      |

#### Chú ý
- Thời gian nhanh nhất một vòng: Fernando Alonso, 1:15.284 (vòng 44)